# او-۳۲۵
زیردریایی یو-۳۲۵ (به انگلیسی: German submarine U-325) یک زیردریایی بود که طول آن ۶۷٫۱۰ متر (۲۲۰ فوت ۲ اینچ) بود. این زیردریایی در سال ۱۹۴۴ ساخته شد.